# 을미 전쟁

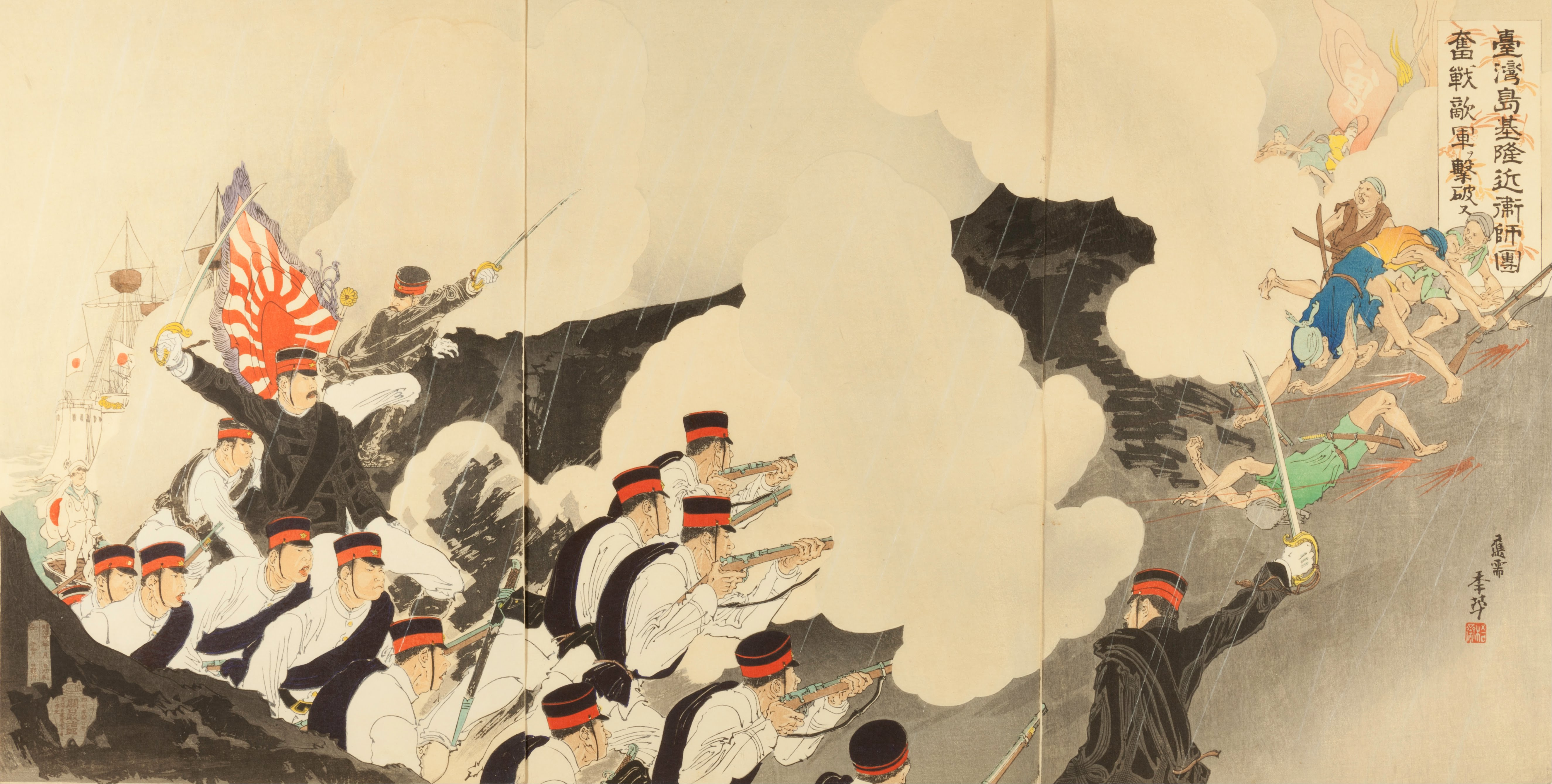

을미 전쟁(乙未戦争 이쓰비센소[*], 중국어: 乙未戰爭)은 시모노세키 조약에 의해 일본에 타이완 할양이 결정되어 이에 따라 타이완에 상륙한 일본군에 청나라의 잔병이 저항 전투를 한 것이다.
일본 정부는 이 전쟁을 청일 전쟁의 일부로 취급하고 있다.
명칭은 전투가 일어난 1895년의 간지인 을미에서 유래한다.